# Les Isles-Bardel
Les Isles-Bardel ist eine französische Gemeinde mit 71 Einwohnern (Stand: 1. Januar 2022) im Département Calvados in der Region Normandie. Sie gehört zum Arrondissement Caen und zum Kanton Falaise.

## Geografie
Les Isles-Bardel liegt an der Orne in der Normannischen Schweiz, etwa zwölf Kilometer südwestlich von Falaise und 23 Kilometer nordöstlich von Flers. Umgeben wird die Gemeinde von Rapilly im Norden, Ménil-Vin im Nordosten, Osten und Südosten, Ménil-Hermei im Süden, Saint-Philbert-sur-Orne im Südwesten und Westen sowie Le Mesnil-Villement in nordwestlicher Richtung.

## Bevölkerungsentwicklung
| Jahr                             | 1793 | 1836 | 1876 | 1926 | 1946 | 1968 | 1990 | 2019 |
| Einwohner                        | 358  | 353  | 229  | 134  | 141  | 101  | 42   | 66   |
| Quelle: Cassini, EHESS und INSEE |      |      |      |      |      |      |      |      |

## Sehenswürdigkeiten
- Kirche Saint-Ouen aus dem 16. Jahrhundert
- Gutshöfe

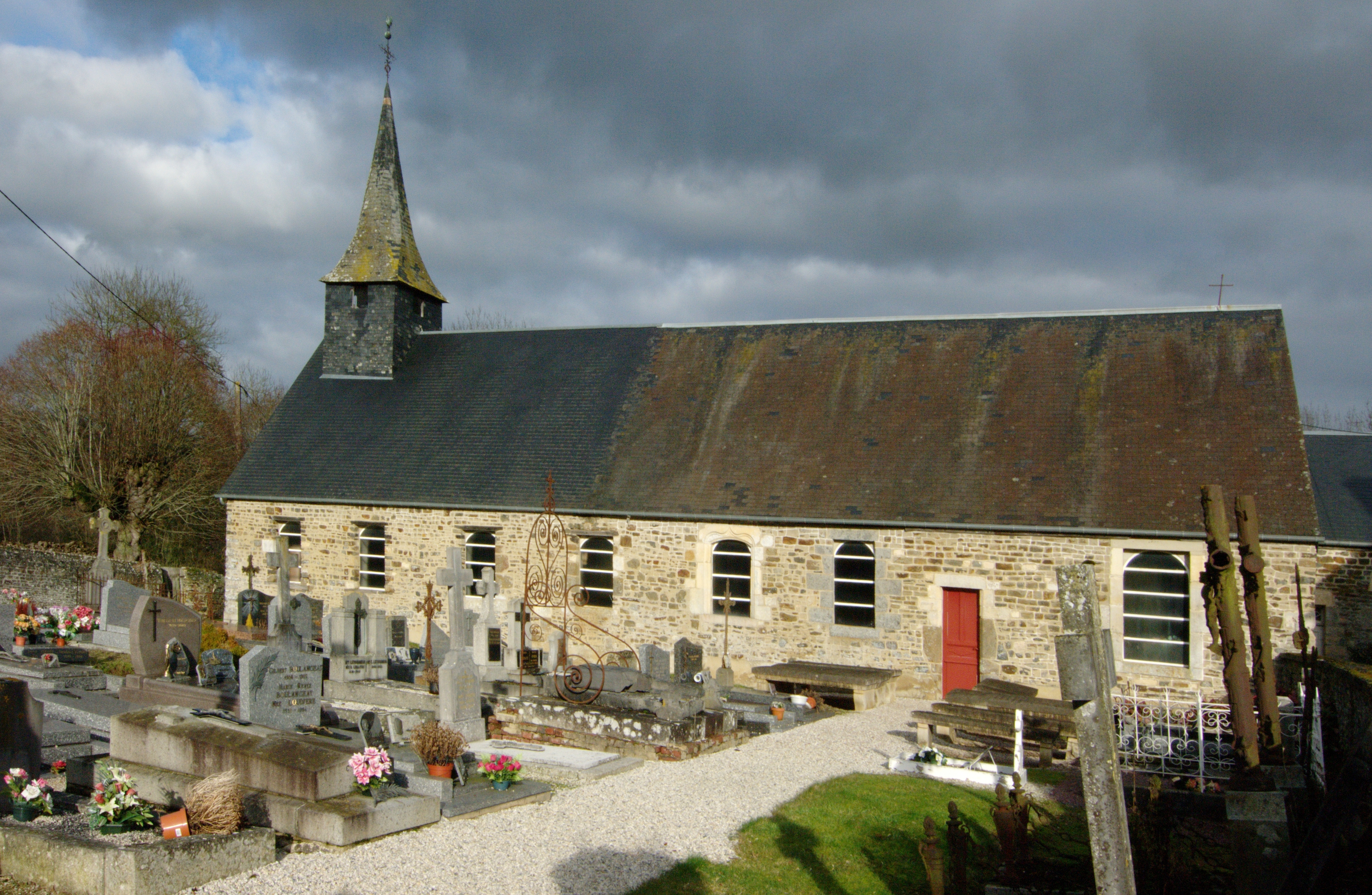
Kirche Saint-Ouen
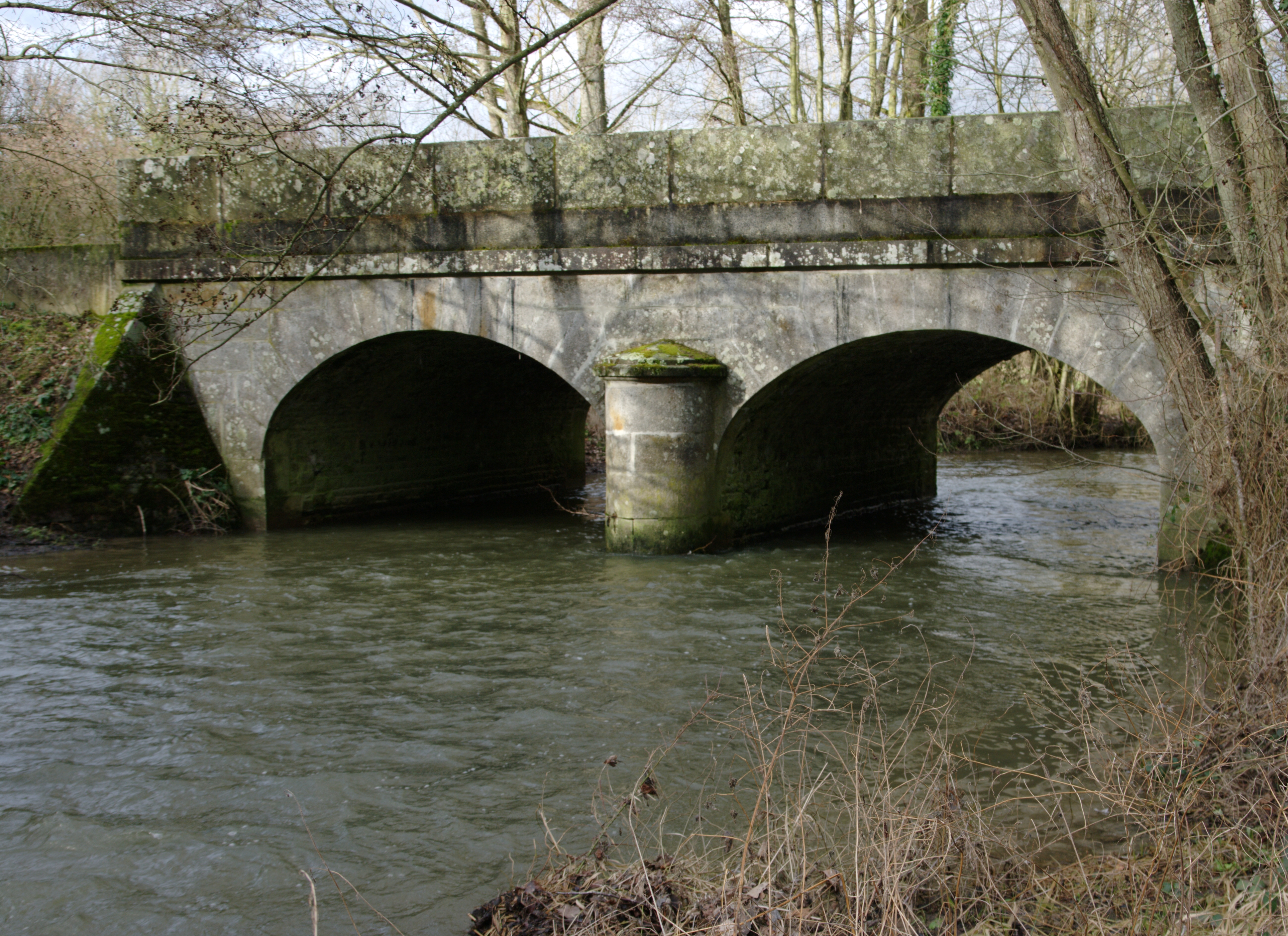
Brücke über die Baize bei Les Isles-Bardel